# 韓威 (西漢)
韩威（?—?），西汉燕国（治今北京市西南）人，迁居杜陵（今陕西西安市东南）。韩义曾孙，韩延寿孙。
韩延寿因罪处死，临刑前嘱咐儿子不要当官，教他的三个儿子都去官不仕。后来韩威再次为官，官至将军。韩威有恩信，能团结下属，得手下的死力相助，有祖父之风。后来和祖父韩延寿一样，也是因为奢僭之罪被诛。